# Фань Чжэньдун
Фань Чжэньду́н (кит. упр. 樊振东, пиньинь Fan Zhendong; род. 22 января 1997 года, Гуанчжоу, КНР) — китайский игрок в настольный теннис. Трёхкратный олимпийский чемпион, 9-кратный чемпион мира, 6-кратный обладатель Кубка мира, обладатель символического «большого шлема» настольного тенниса, который обеспечивается индивидуальными победами на чемпионате мира, Кубке мира и Олимпийских играх.

## Спортивная карьера
В июле 2013 года впервые вошёл в десятку лучших игроков мира согласно рейтингу ITTF.
В возрасте 17 лет и 103 дня стал самым молодым чемпионом мира в истории настольного тенниса, завоевав в составе сборной Китая золотую медаль на командном чемпионате мира 2014 года.
На соревнованиях по настольному теннису на Олимпийских играх 2016 года в Рио-де-Жанейро каждая страна могла быть представлена тремя спортсменами, но не более двух в одиночных разрядах. Фань Чжэньдун стал одним из «пострадавших» из-за данного ограничения. Несмотря на то, что с ноября 2015 года и на момент проведения мужского одиночного турнира ОИ-2016 спортсмен занимал 2-е место в рейтинге ИТТФ, он не был допущен к участию в мужском одиночном турнире.
Фань Чжэньдун одерживал победу в одиночном разряде на 14 этапах «ITTF World Tour».
В 2016 году впервые стал обладателем Кубка мира в одиночном разряде.
В апреле 2017 года Фань Чжэньдун выиграл чемпионат Азии в одиночном разряде.
В декабре 2017 года Фань Чжэньдун стал победителем в одиночном разряде ITTF World Tour Grand Finals в Астане.
2018 год Фань Чжэньдун начал с побед в этапах мирового тура Hungarian Open и Qatar Open и в апреле впервые в своей карьере занял первую позицию мирового рейтинга.
В мае 2018 года Фань Чжэньдун в четвёртый раз стал чемпионом мира, завоевав в составе китайской команды золотые медали на чемпионате мира в Швеции.
В октябре 2018 года Фань Чжэньдун во второй раз стал обладателем Кубка мира в одиночном разряде.
В декабре 2019 года Фань Чжэньдун стал победителем в одиночном разряде ITTF World Tour Grand Finals в Чжэнчжоу.
Летом 2021 года на Олимпийских играх в Токио стал серебряным призёром в одиночном разряде. Фань Чжэньдун был посеян под первым номером, уверенно выиграл первые три матча и вышел в полуфинал, где столкнулся с очень упорным сопротивлением 19-летнего Линь Юньжу из Тайваня. Фань Чжэньдун сумел выиграть лишь в 7 партиях (6-11 11-9 14-12 13-15 11-9 9-11 11-8). В финале Фань встретился с трёхкратным олимпийским чемпионом Ма Луном и уступил в шести партиях (4-11 12-10 8-11 9-11 11-3 7-11). После этого Фань Чжэньдун вместе с Ма Луном и Сюй Синем стали чемпионами в командном первенстве, китайцы выиграли все сыгранные матчи.
В ноябре 2021 года на чемпионате мира в Хьюстоне Фань Чжэньдун, посеянный под первым номером, впервые стал чемпионом мира в одиночном разряде. В шести сыгранных матчах Фань проиграл всего 4 партии (ни разу более двух). При этом Фань победил сразу троих китайских игроков. В финале со счётом 4-0 был обыгран юный швед Трульс Мёрегорд, который ранее на турнире выиграл сразу 4 матча в семи партиях.
В мае 2023 года на чемпионате мира в Дурбане Фань Чжэньдун, посеянный под первым номером, защитил свой титул и второй раз стал чемпионом мира в одиночном разряде (также на этом чемпионате он завоевал золото в парном разряде).
На Олимпийских играх 2024 года в Париже завоевал золото в мужском одиночном разряде. В четвертьфинале Фань был близок к поражению в матче против Томокадзу Харимото, уступая 2-3 по сетам, но сумел выиграть последние две партии со счётом 11-7 11-7. В полуфинале Фань разгромил в 4 сетах Феликса Лебрена, а в финале переиграл Трульса Мёрегорда со счётом 7-11 11-9 11-9 11-8 11-8.
27 декабря 2024 года Фань Чжэньдун объявил о прекращении участия в соревнованиях под эгидой ITTF.

## Стиль игры
Фань Чжэньдун играет правой рукой в атакующем стиле европейской хваткой. Спонсируется фирмой «Butterfly» и использует именное основание «Fan Zhendong ALC» с рукояткой, типа «ласточка» этой фирмы, а также накладки «DHS Hurricane 3 National blue sponge» и «Dignics 09C».